# Due ali
Due ali è un singolo del cantautore italiano Frah Quintale, pubblicato il 25 settembre 2020 come quarto estratto dal secondo album in studio Banzai (lato blu).

## Video musicale
Il videoclip del brano, diretto da Marco Jeannin, è stato pubblicato contestualmente all'uscita del singolo sul canale YouTube di Undamento.

## Tracce
1. Due ali – 3:51

## Classifiche
| Classifica (2020) | Posizione massima |
| ----------------- | ----------------- |
| Italia            | 97                |